# つくばみらい市病院バス
つくばみらい市病院バス（つくばみらいしびょういんバス）は、茨城県つくばみらい市が運行するコミュニティバス。市内とつくば市にある筑波学園病院、取手市にあるJAとりで総合医療センターを結ぶ。

## 概要
つくばみらい市内には比較的大きな病院が存在しないため、近隣市町村の大きな病院に通院するには、高齢者などの交通弱者にとっては非常に不便であった。そのため、市では2020年（令和2年）度から筑波学園病院行きの実証実験を開始した。
翌2021年（令和3年）4月1日からは筑波学園病院行きの病院バスを正式運行開始した。また同年7月1日からはJAとりで総合医療センター行きの病院バスを運行開始した。
筑波学園病院行きのバスは市北東部から1ルート、JAとりで総合医療センター行きのバスは市南東部から2ルートが運行されている。

### みらい号との関係
つくばみらい市が従来から運行しているコミュニティバス「みらい号」小絹ルートでは、筑波学園病院行き病院バスの実証実験開始と同時期にルート再編を行い、守谷市の総合守谷第一病院への乗り入れを開始している。

## 沿革
- 2020年（令和2年）
  - 4月 - 筑波学園病院行きの病院バスの実証実験を開始。
- 2021年（令和3年）
  - 4月1日 - 実証実験をしていた筑波学園病院行きの病院バスを正式に運行開始[1]。
  - 7月1日 - JAとりで総合医療センター行きの病院バスの運行を開始[2]。

## 運賃・利用条件
- 運賃 - 大人・小人共に無料[1][2]。
- 利用条件 - 乗車できるのは、市内から「通院や見舞いなどで病院を利用する者、または病院を利用して帰る者」に限られ、途中区間のみの利用はできない[1][2]。

## 路線
2つの行き先、3つのルートがある。主要停留所のみ記載。

### 筑波学園病院行き

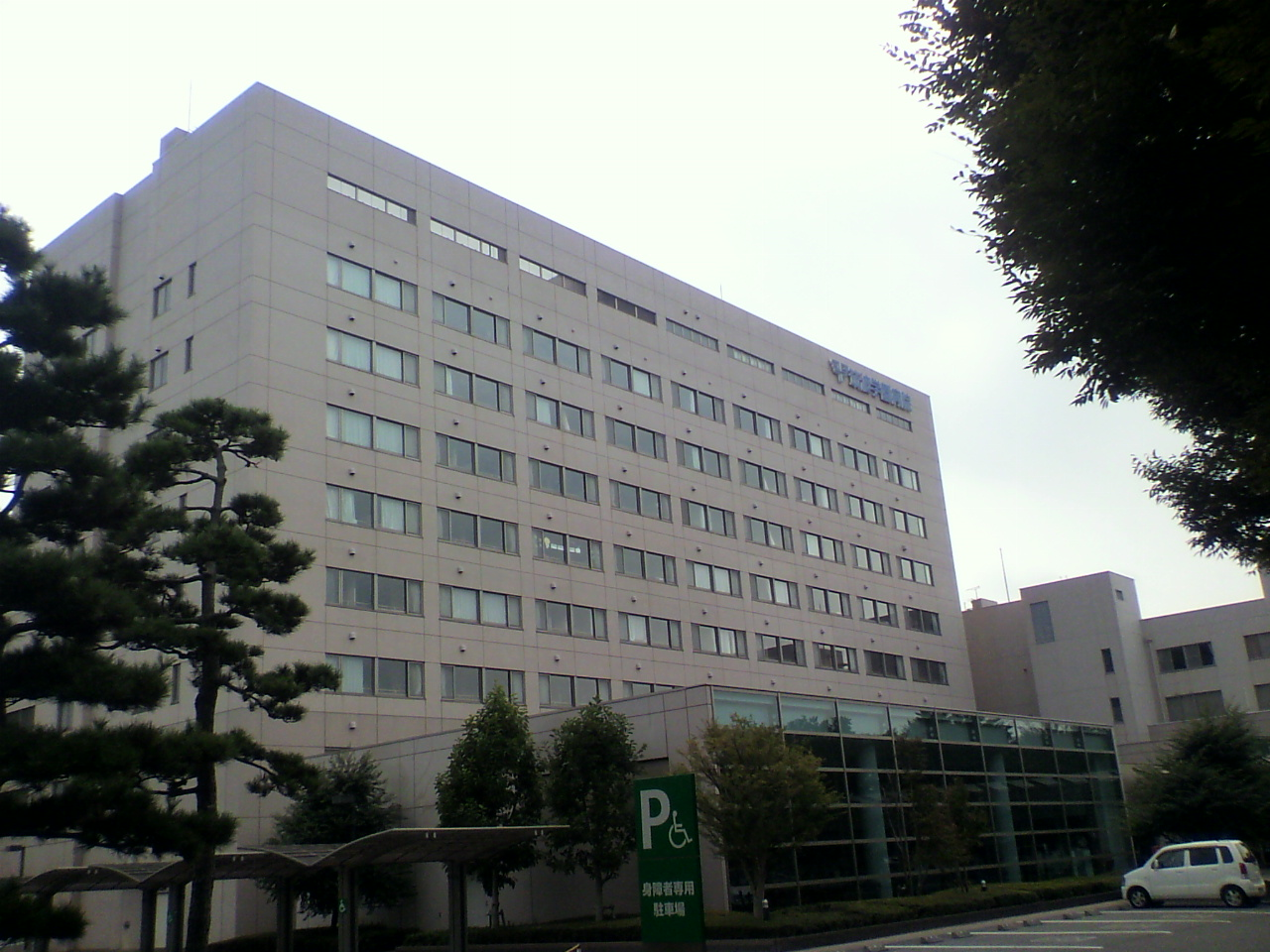
筑波学園病院

- 伊奈東自治会館前 - 板橋不動尊前 - 高波 - 陽光台2丁目 - みらい平駅 - 福岡 - 筑波学園病院前（関東鉄道バス谷田部車庫）

筑波学園病院に向かうバスである。みらい平駅北東側から筑波学園病院に向かう。正式運行開始の際に高波停留所・陽光台2丁目停留所が追加された。筑波学園病院行きは自治会館前8時05分発、9時35分発の2便、伊奈東自治会館前行きは筑波学園病院前12時20分発、14時05分発の2便が運行されている。

### JAとりで総合医療センター行き

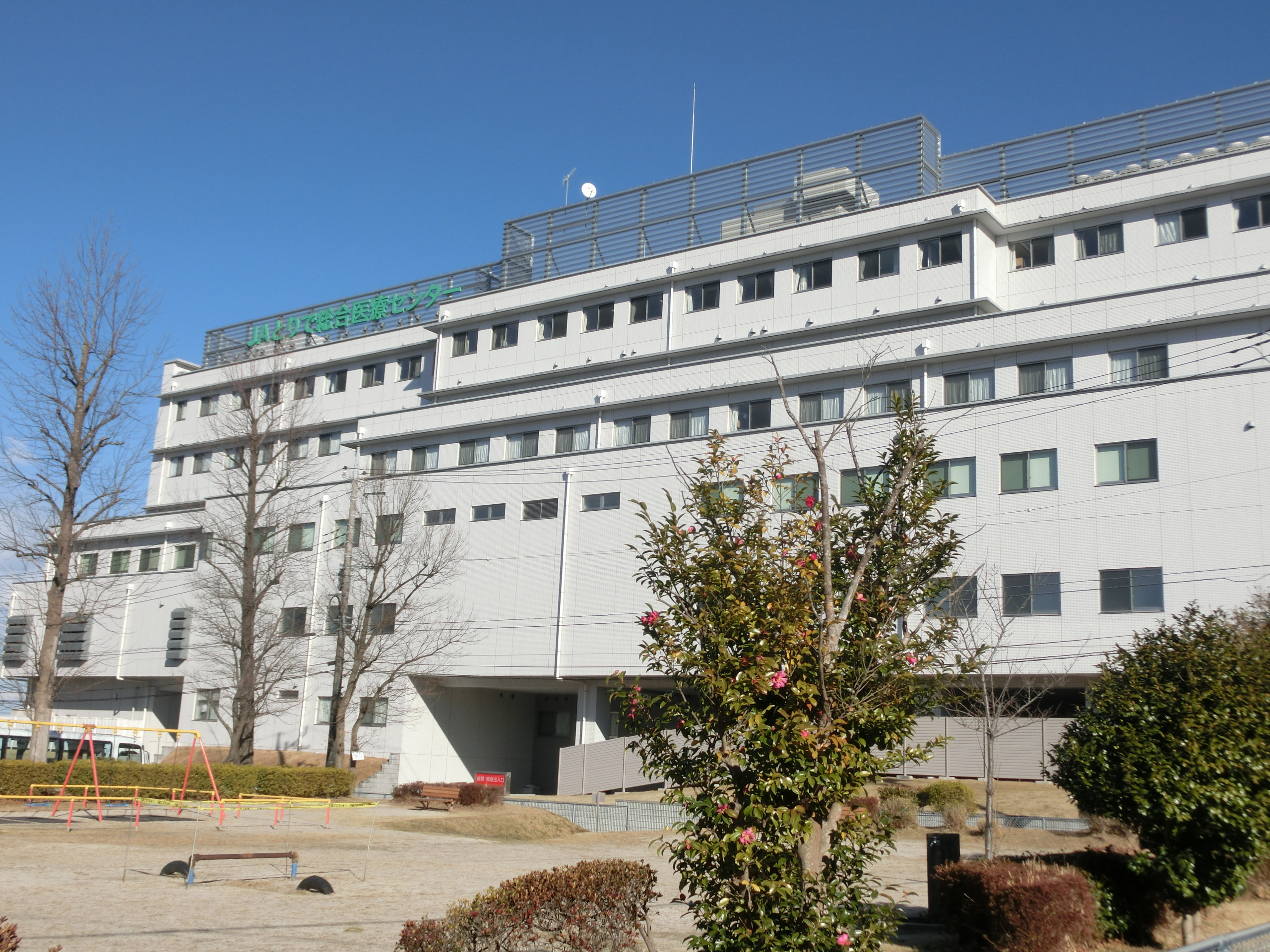
JAとりで医療センター

#### 伊奈庁舎ルート
- 伊奈庁舎 - 福原公民館前 - 伊奈小学校前 - 間宮林蔵記念館入口 - JAとりで総合医療センター

伊奈庁舎から向かうルートである。人口が多いみらい平地区を通らない。JAとりで医療センター行きは伊奈庁舎9時05分発の1便、伊奈庁舎行きはJAとりで医療センター13時00分発の1便が運行されている。

#### きらくやまルート
- きらくやま前 - 城中台 - 旧東小学校前 - 伊丹神橋 - 山王新田 - JAとりで医療センター

きらくやま方面から向かうルートである。こちらも人口が多いみらい平地区を通らない。JAとりで医療センター行きはきらくやま前7時50分発の1便、きらくやま前行きはJAとりで医療センター11時30分発の1便が運行されている。

## 車両
関東鉄道カラーの中型車、小型車が使用される。